# 1600

## Esdeveniments
Països Catalans
Resta del món
- Invenció del telescopi.
- Fundació de la British East India Company per al comerç.
- Comença el barroc en l'art.
- El sumo és un esport professional al Japó.

## Naixements
Països Catalans
- 18 de juliol - Cocentaina: Jeroni Jacint Espinosa, pintor (mort el 1667).
- Maçanet de la Selva: Francesc Pijoan, 100è president de la Generalitat de Catalunya.

Resta del món
- 1 de gener - Marsella: Annibal Gantez, compositor
- 17 de gener - Madrid: Calderón de la Barca, dramaturg espanyol.
- 20 de juliol - Ware-Herts: Simon Ives, compositor.
- 16 d'agost - Pàdua: Virginia Galilei, filla gran de Galileo Galilei i Marina Gamba, monja, autora de 124 cartes al seu pare (m. 1634).[1]
- Carles I, rei d'Anglaterra i Escòcia.

## Necrològiques
Països Catalans
- 9 de desembre - València: Margarita Agulló, escriptora mística valenciana (n. 1536).
- Alcalá de Henares: Gaspar Guerau de Montmajor, catedràtic i escriptor de satires valencià.
- Ginés Pérez de la Parra, compositor valencià.

Resta del món
- 17 de febrer - Roma: Giordano Bruno, filòsof (n. 1548).
- Anglaterra: Jane Anger, escriptora i feminista (n. 1560).